# Cerovačke špilje
Cerovačke špilje najveći su špiljski kompleks u Hrvatskoj. Nalaze se četiri kilometra jugoistočno od Gračaca, na sjeveroistočnoj padini velebitskog brda Crnopac (1403 m), u južnom dijelu Parka prirode Velebit.

## Opis
Otkrivene su prilikom izgradnje Ličke pruge 1913. godine, a otkrio ih je graditelj pruge Nikola Turkalj. Ime su dobile po željezničkoj postaji Cerovac. Ove su špilje jedno od najvećih nalazišta špiljskog medvjeda u Hrvatskoj, a pronađene su i fosilne ljudske kosti i brončana sjekira. Ta ljudska kost pripadala je tzv. lovcu na špiljske medvjede iz gornjega pleistocena koji je tu živio prije otprilike dvadeset tisuća godina. 
Duljina zasad poznatih i topografski snimljenih kanala u donjoj špilji iznosi 4058 m, ukupna je dubina špilje 68 m, a ukupna visinska razlika 97 m dok je duljina turističke staze 608 metara. Duljina istraženih kanala gornje špilje iznosi 4035 m, ukupna je dubina 192 m, a ukupna visinska razlika iznosi 202 m. Duljina turističke staze je 725 m. Između gornje i donje nalazi se znatno manja srednja špilja. Prosječna je temperatura u špiljama od 5 do 8°C. 
Bogate su špiljskim ukrasima i krškim pojavama (ponorima i dimnjacima), značajno su paleontološko nalazište špiljskoga medvjeda te pretpovijesne keramike (ilirsko – keltska kultura). Kao geomorfološki spomenik prirode zaštićene su 1961. godine.

## Galerija
- Gornja špilja
- Donja špilja
- Stalaktiti i stalagmiti

## Vanjske poveznice
- Službena stranica: cerovacke-spilje.hr
- O Velebitu velebit.hr. Inačica izvorne stranice arhivirana 25. lipnja 2007.
- Cerovačke špilje i drugi krški fenomeni masiva Crnopca | Geografija.hr. Inačica izvorne stranice arhivirana 14. svibnja 2013.